# Saanen
Saanen (fr. Gessenay) – gmina (niem. Einwohnergemeinde) w Szwajcarii, w kantonie Berno, w regionie administracyjnym Oberland, siedziba okręgu Obersimmental-Saanen.
Miniaturę kościoła z Saanen oglądać można w parku tematycznym Swiss Vapeur Parc.
W pobliżu znajduje się była twierdza wojskowa, w której umieszczono kapsułę z Genomem Cyfrowym.

## Demografia
W Saanen mieszka 6 836 osób. W 2020 roku 29,2% populacji gminy stanowiły osoby urodzone poza Szwajcarią.

## Współpraca
Miejscowości partnerskie:
- Cannes, Francja
- Darmstadt, Niemcy
- La Massana, Andora

## Transport
Przez teren gminy przebiegają drogi główne nr 11 i nr 142.
Znajduje się tutaj lotnisko Saanen.

## Galeria

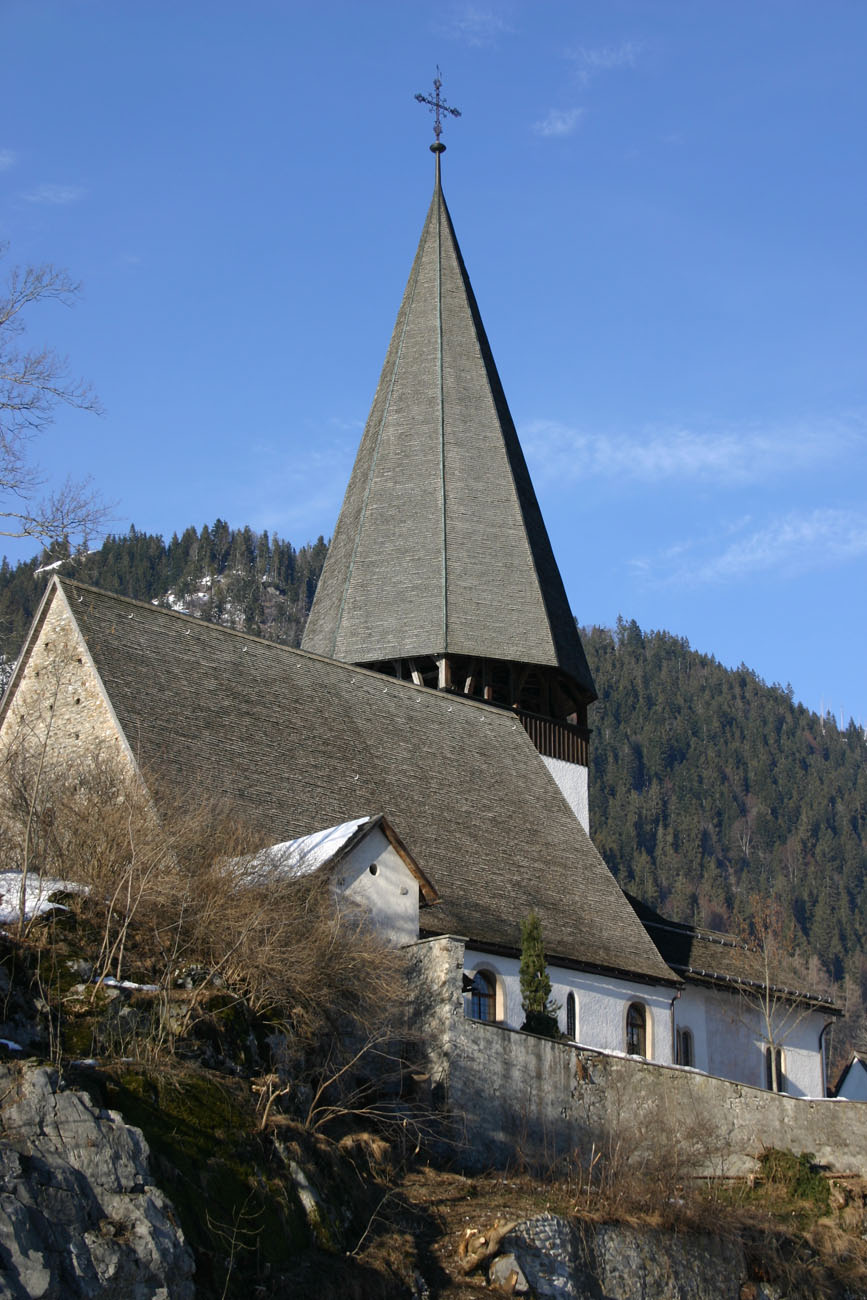
Kościół w Saanen
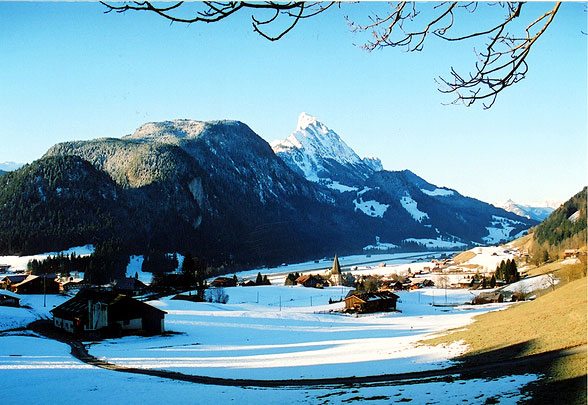
Saanen zimą